# Кічура Мелетій Омелянович
Меле́тій Омелянович Кічу́ра (псевдоніми та криптоніми — Зеновій; К. М. О., М. К.; 21 січня 1881, Носів, нині Підгаєцького району Тернопільської області — 3 березня 1938, ГУЛАГ СССР) — український правник, письменник, літературний критик, перекладач.
Жертва сталінського терору. 

## Життєпис
Народився 21 січня 1881 року в сім'ї священика у селі Носів Бережанського повіту (нині Підгаєцького району).
Освіта: гімназія у Львові[яка?], правничі факультети Віденського і Львівського університетів.
У серпні 1914 року Мелетія Кічуру мобілізували в австрійську армію. Воював на Галицькому фронті, потрапив у російський полон і був вивезений у Сибір.
З 1918 року жив у Києві, працював завідувачем канцелярії Української академії мистецтв, викладав німецьку мову в Художньому інституті.

## Громадський почин
У липні 1899 року на студентському вічі палко відстоював задум заснування у Львові українського університету. У 1908 році як довірена особа Василя Стефаника багато зробив, щоби письменник переміг на виборах до австрійського парламенту.
Від 1910 року працював адвокатом у Коломиї на Станиславівщині, брав активну участь у громадсько-культурному житті міста, виданні газети «Покутське слово».

## Літературна діяльність
Належав до літературного об'єднання «Західна Україна», від 1930 року був редактором його журналу під однойменною назвою. Також відредагував альманах «Руку братам» (1928).
М. Кічура — автор збірок поезій, літературознавчих статей, рецензій, нарисів про українських письменників.

### Перекладацька діяльність
Перекладав українською мовою твори Шарля Бодлера, Юліуша Словацького, Фрідріха Шіллера й інших, німецькою мовою — поезії Лесі Українки, Тараса Шевченка.
У 1933 році Кічуру за сфабрикованим звинуваченням заарештували органи ДПУ.
До останнього часу вважали, що Кічура загинув у 1939 році, але тернопільський краєзнавець Єфрем Гасай віднайшов архівну довідку, завдяки якій остаточно з'ясовано, що Мелетій Омелянович Кічура помер 3 березня 1938 року у місцях позбавлення волі.
Реабілітований посмертно.

## Твори
- Кічура М. [Поезія] // Молода муза: Антологія західноукраїнської поезії поч. XX століття. — К., 1989. — С. 222 — 253.
- Кічура М. «О чиста кринице…»: [Вірші] // Вільне життя. — 1991. — 7 берез.
- Кічура М. [Поезії] // Тернопіль: Тернопільщина літературна. Дод. № 4. — Тернопіль, 1992. — Вип. 2. — Ч. 1. — С. 23 — 24.
- Кічура М. Останні могікани : політсатира / Мелетій Кічура. — Київ : Зах. Україна, 1930. — 29, 1 с. — (Масова бібліотека ; № 5). [Архівовано 8 серпня 2020 у Wayback Machine.]
- Кічура М. На старті : поезії. Кн. 4 / Мелетій Кічура ; Спілка революц. письменників «Зах. Україна». — Б. м.: Зах. Україна, 1928. — 92, IV с. [Архівовано 20 жовтня 2020 у Wayback Machine.]